# Opalenica
Opalenica è un comune urbano-rurale polacco del distretto di Nowy Tomyśl, nel voivodato della Grande Polonia.
Ricopre una superficie di 147,69 km² e nel 2004 contava 15 602 abitanti.